# Apatania schmidiana
Apatania schmidiana är en nattsländeart som beskrevs av Ivanov och Grigorenko 1991. Apatania schmidiana ingår i släktet Apatania och familjen Apataniidae. Inga underarter finns listade i Catalogue of Life.